# Dominique Easley
Dominique Easley (New York, 24 febbraio 1992) è un ex giocatore di football americano statunitense che ha militato nel ruolo di defensive end nella National Football League (NFL). Fu scelto come 29º assoluto nel Draft NFL 2014 dai New England Patriots. Al college ha giocato a football all'Università della Florida.

## Carriera

### New England Patriots
Easley fu scelto come 29º assoluto nel Draft 2014 dai New England Patriots. Il 23 giugno firmò un contratto quadriennale del valore di 7,3 milioni di dollari, inclusi 3,63 milioni di bonus alla firma e 5,89 milioni garantiti. Debuttò come professionista subentrando nella sconfitta della settimana 1 contro i Miami Dolphins mettendo a segno un tackle. Il primo intercetto in carriera lo fece registrare la domenica successiva su Matt Cassel dei Minnesota Vikings. La sua prima stagione regolare si chiuse con 10 tackle, un sack e un intercetto in 11 presenze, di cui due come titolare, vincendo il Super Bowl XLIX contro i Seattle Seahawks.
Il 13 aprile 2016, Easley fu svincolato.

### Los Angeles Rams
Il 17 maggio 2016, Easley firmò un contratto di un anno con i Los Angeles Rams con cui, nella prima stagione, disputò tutte le 16 partite, con 35 tackle e 3,5 sack. Il 7 marzo 2017 rinnovò con la franchigia.

## Palmarès

### Franchigia
- Super Bowl : 1

New England Patriots: XLIX
- American Football Conference Championship: 1

New England Patriots: 2014
- National Football Conference Championship: 1

Los Angeles Rams: 2018